# دوره آزاد انبوه برخط

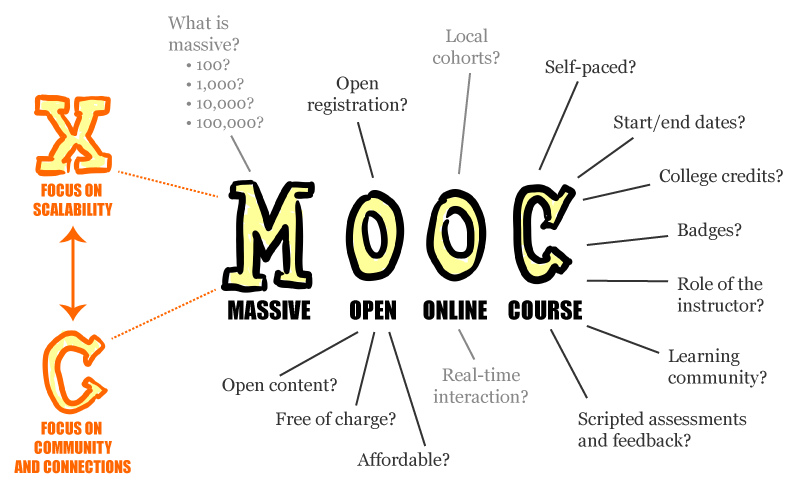

دوره آزاد انبوه برخط (به انگلیسی: Massive Open Online Course) یا موک (به انگلیسی: MOOC) دوره آنلاینی است که از طریق وب به‌طور آزاد به شرکت‌کنندگانی نامحدود ارائه می‌شود. این دوره‌ها معمولاً مشابه دوره‌های دانشگاهی هستند. اغلب آن‌ها زمان شروع و پایان مشخصی دارند. موک‌ها علاوه بر محتوای رایج درسی نظیر ویدئوها، متون و مجموعه مسایل، فضای تعاملی به وجود می‌آورند که دانش آموزان، استادان و دستیار آموزشی
در آن شرکت کنند. این دوره‌ها توانستند گروه‌های مختلفی از مردم را از بسیاری از کشورهای جهان به خود جذب کنند. دوره‌های با کیفیت که به وسیلهٔ استادان بسیاری از دانشگاه‌های مطرح دنیا تدریس می‌شد، گام مهمی را برای استفاده از فرصت‌های برابر آموزشی برداشت. تنها پیش‌نیاز شرکت در بسیاری از این دوره‌ها تنها یک دستگاه کامپیوتر و یک خط اینترنت است.
اغلب موک‌ها در اوایل تأکید بر ویژگی‌های دسترسی آزاد داشتند. مانند صدور مجوز آزاد استفاده از محتوا، ساختار و اهداف یادگیری استفاده می‌کردند تا مروج استفاده مجدد و مونتاژ و تدوین بر اساس منابع موجود باشند. بعدها موک‌ها شروع به استفاده از مجوزهای بسته در مورد مطالب درسی کردند در حالی که دسترسی آزاد برای افراد یادگیرنده حفظ شد.
بیشترین تولیدکنندگان موک دانشگاه‌های آمریکا، کانادا، استرالیا و دانشگاه‌های اروپا هستند. ایجاد موک‌ها به مرزهای کشورهای پیشرفته محدود نشد و تدریجاً در هند، مالزی و ایران هم ایجاد شدند.

## پیشینه تاریخی
اصطلاح MOOC در ابتدا توسط جرج زیمنس و استفن داونز در سال ۲۰۰۸ مورد استفاده قرار گرفت و از آن زمان محبوبیت زیادی در ایالات متحده به وجود آورده است، به ویژه هنگامی که سباستین ترن، استاد دانشگاه استنفورد، دوره آموزشی هوشمندانه را به صورت رایگان ارائه داد (Foon Hew ,Wing Sum Cheung 2014)

این دوره‌ها از پاییز ۲۰۱۱ شروع شدند. در آن سال آقایان پیتر نورویگ و سباستین تران دو استاد دانشگاه استنفورد دوره‌ای را با عنوان مقدمات هوش مصنوعی برگزار کردند که توانست ۱۶۰ هزار دانشجو را به خود جذب کند. بعد از این تجربه موفق نورویگ و تران شرکت Udacity را تأسیس کردند. آقای آندرو اینگ که در همان زمان دورهٔ موفق یادگیری ماشینی را برگزار کرده بود به همراه خانم دافنی کولر، هر دو از دانشگاه استنفورد کورسرا را تأسیس کردند. در مارس ۲۰۱۲ دانشگاه ام آی تی، MITx را تأسیس کرد و در بهار همان سال دانشگاه هاروارد به این جمع پیوست و شرکت به Edx تغییر نام داد. به این ترتیب شکل جدیدی از آموزش غیررسمی شروع به‌کار کرد و سال ۲۰۱۲ از نظر نیویورک تایمز سال موک لقب گرفت.

## موک چیست؟
واژهٔ موک (MOOC) مخفف عبارت انگلیسی massive open online course است که آن را در فارسی به‌صورت «دورهٔ آزاد انبوه برخط» معنی کرده‌اند. موک برای استفادهٔ همهٔ افراد جامعه است. افراد به‌شرط وصل شدن به اینترنت می‌توانند در کلاس‌های مورد علاقهٔ خود شرکت کنند. محدودیت زمانی برای ثبت نام وجود ندارد. دورهٔ زمانی مشخصی برای آموزش‌ها در نظر گرفته شده‌است. هر دورهٔ موک بین ۱۲ و ۱۸ هفته طول می‌کشد. افراد، امکان استفاده از استادان بهترین دانشگاه‌ها را دارند.
موک‌ها رایگان هستند؛ ولی می‌توانند حالت انتفاعی نیز داشته باشند. بزرگ‌ترین شبکهٔ آمریکایی موک، میزبان دوره‌های ۱۰۰ دانشگاه سراسر دنیا است.

## ویژگی‌های موک
1. دسترس پذیری آزاد: افراد نیازی به ثبت نام در مدرسه و مؤسسه خاصی ندارند و نیازی به پرداخت هزینه هم نیست.
2. مقیاس پذیری: به علت گستردگی موک می‌تواند تعداد نامحدودی از یادگیرندگان را دربر گیرد در صورتی که در دوره‌های سنتی تعداد محدود داشن آموز و معلم تعریف می‌شد.

## انواع موک

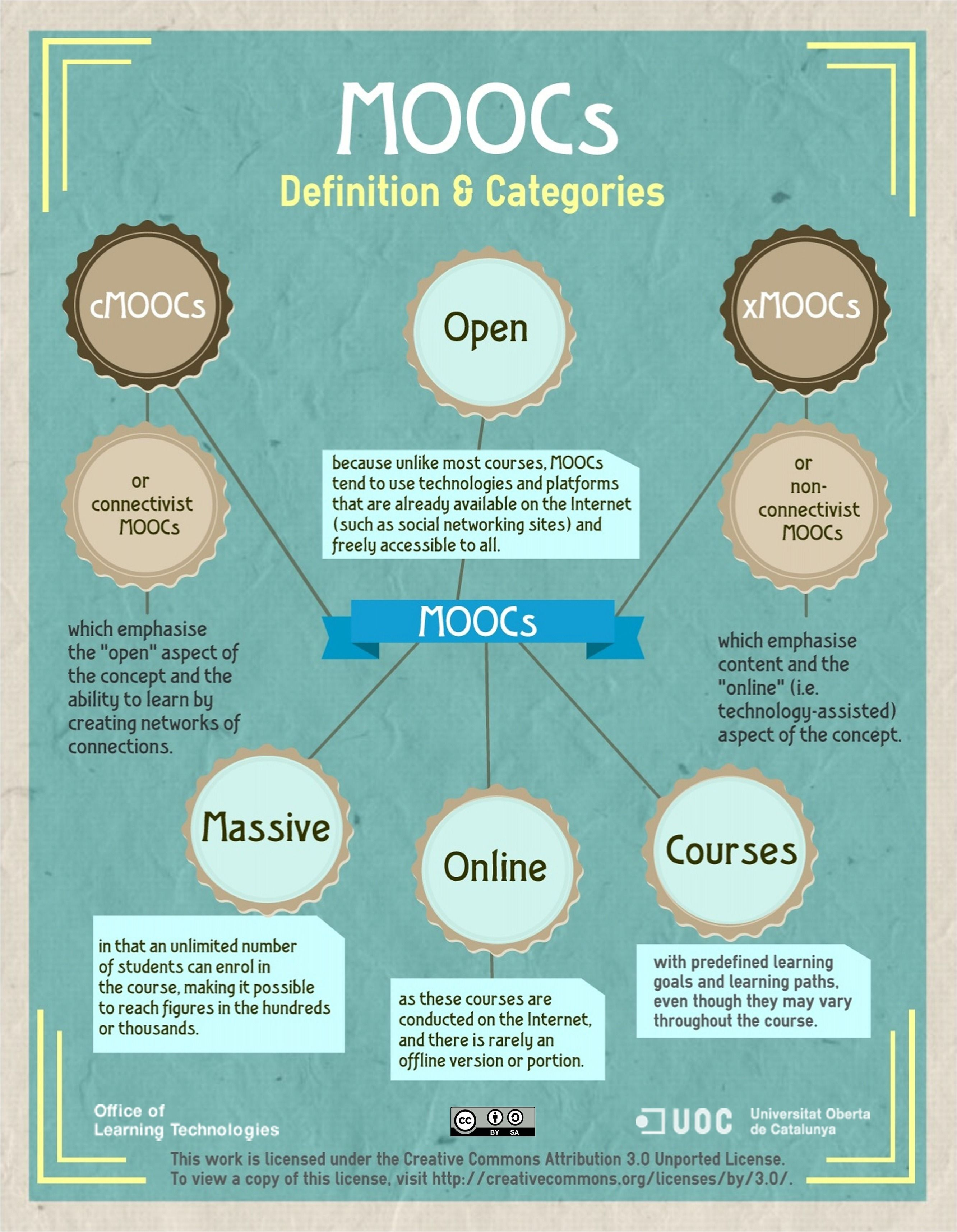
[https://encrypted-tbn0.gstatic.com/images?q=tbn:ANd9GcRwO4j7GuEPp0hFHheqKGWZTPpGoPi1WOQF18eCHjlVBlDcXjoTZg منبع تصویر

با توجه به تصویر روبرو موکها به دو دسته تقسیم می شوند:

1- Cmoocs

که بر جنبه مفهوم باز (ثبت نام آزاد، مقرون به صرفه، رایگان، محتوای باز) و توانایی یادگیری با ایجاد شبکه ارتباطات تاکید می کند. (ارتباط محور)

2- Xmoocs
که بر محتوا و به صورت بر خط بودن تاکید دارد. (تکنولوژی محور است)

## فناوری‌های مورد استفاده در موک
- گوگل درایو
- دراپ باکس
- یوتیوب
- وردپرس
- توییتر

فناوری‌های رایگان برای ساختن موک:
- saylor foundation
- google course builder
- peer-to-peer university (p2pu)
- ALISON
- udemy

## مخاطبان موک
- افراد در همه سطح علمی و زندگی
- به روز کردن اطلاعات و مهارت‌ها
- تعییر مسیر کاری
- بازنشستگان

## مزایای موک
- ویدئوهای ثبت شده توسط استادان به همراه اسلایدهای پاورپوینت درس
- یادگیری داوطلبانه و اجتماعی
- آموزش برای همه از سراسر دنیا بدون توجه به محدودیت‌های مکانی و زمانی و مالی و امکان درس خواندن با دانشجویان از سراسر دنیا
- معروف شدن موسسات آموزشی و استادان
- افزایش آمار ثبت نام در دوره‌های حضوری
- افزایش فروش کتاب‌های استادان و خواندن کتاب‌ها

## معایب موک
- آمار بالای ترک تحصیل
- نداشتن ارتباط رو در رو با استادان
- مسائل حق مؤلف
- اختلاف زمانی در بین کشورها

## نحوه ثبت نام در موک
ثبت نام از طریق ایمیل و یک رمز می‌باشد.

## نقش موک در ایجاد داده‌های آموزشی
موکها امکان آموزش به تعداد زیادی از دانشجویان را فراهم آوردند. از این طریق دسترسی به داده‌های تعداد زیادی از دانشجویان ممکن شد. از ویژگی‌هایی مثل سن، جنسیت و ملیت گرفته تا رفتاری که در محیط برخط از خود نشان می‌دهند. این که چه صفحاتی را می‌خوانند، چه ویدئوهایی را می‌بینند، آیا آزمون‌های مربوط به درس را انجام می‌دهند؟ دوره را تا چه هفته‌ای به‌طور مرتب دنبال می‌کنند؟ آیا در بحث‌ها مشارکت دارند؟ به این ترتیب دسترسی به داده‌هایی ایجاد شد که قبل از دوران آموزش برخط این داده‌ها به این شکل وجود نداشت. علاوه‌بر این، این داده‌ها در ابعاد کلان با حجم بالا و سرعت ایجاد بالا فراهم شد.
به این ترتیب بستری برای پژوهش در آموزش الکترونیکی شکل گرفت که تا پیش از این در این ابعاد وجود نداشت. این بستر پژوهشی می‌تواند هم به بهبود کیفیت آموزش غیررسمی و هم به بهبود کیفیت آموزش رسمی کمک کند. بسیاری از دوره‌های آموزشی رسمی دانشگاهی اکنون به شیوهٔ ترکیبی ارائه می‌شوند و امکان یادگیری ترکیبی را فراهم می‌آورند. به این ترتیب که در طراحی این دوره‌ها سعی می‌شود از مزایای کلاس‌های حضوری و آموزش الکترونیکی به‌صورت توأمان استفاده شود. به این ترتیب تحلیل داده‌های موکها می‌تواند برنامهٔ درسی دانشگاه‌ها را نیز بهبود دهد.
امکان دیگری که موکها هم در پیشرفت آن نقش داشته‌اند تشکیل کلاس معکوس است.

## ویژگی‌های خاص موک‌ها
تعاملی بودن دانش 

رایگان بودن

عدم اعطای مدرک رسمی

آزاد بودن از نظر تعداد دانشجو

نداشتن محدودیت سنی و مکانی خاص

نبودن تعامل مشخص بین استاد و دانشجو

آزاد بودن دانشجو در خصوص دوره‌ها

## موک‌ها
مثال ایرانی 
- مکتبخونه
- فرادرس
- فرانش
- وب‌ یاد
- خود یاد

| edX                                                                                          | Coursera | Udacity |
| -------------------------------------------------------------------------------------------- | --- | --- |
| - مدرک - اعتبار دانشگاه College credits - کلاس کمک آموزشی - کمک های مالی - امتحانات زمان داذ | - مدرک - استخدام نیرو - Applicant screening - کلاس کمک آموزشی - شرکت هایی که دوره ها را میخرند - اسپانسرها - هزینه نرخ شهریه | - مدرک - شرکت هایی که برای استخدام دانش آموزان پول می دهند - رزومه و شغل یابی - دوره های بورسیه مهارت هایتک |